# 冨田功
冨田 功（とみた いさお、1957年3月15日 - 2002年10月18日）は、日本映画の編集技師。東京都出身。妻でやはり編集技師の冨田伸子と2人で編集を手がけることもあった。

## 経歴
日活芸術学院を経て日活撮影所に入社。数多くの作品で編集技師として活躍し独立。第14回日本アカデミー賞、第17回日本アカデミー賞で最優秀編集賞を受賞した。
2002年10月18日午後10時46分、肺癌のため急死。最後の参加作品『壬生義士伝』のエンドクレジットの終わりには、冨田に敬意を表す旨のテロップが添えられた。

## 代表作

### テレビ
- 1986年 『あぶない刑事』

### 映画
- 1983年 『みゆき』
- 1984年 『晴れ、ときどき殺人』、『OL百合族19歳』
- 1985年 『ラブホテル』『台風クラブ』
- 1986年 『ア・ホーマンス』、『ボクの女に手を出すな』
- 1987年 『私をスキーに連れてって』『黒いドレスの女』
- 1988年 『猫のように』、『1999年の夏休み』、『ラスト・キャバレー』、『木村家の人びと』、『快盗ルビイ』、『悲しい色やねん』
- 1989年 『ジュリエット・ゲーム』、『Aサインデイズ』、『彼女が水着にきがえたら』、『どっちにするの。』、『バカヤロー!2 幸せになりたい。』、『べっぴんの町』
- 1990年 『病院へ行こう 』、『香港パラダイス』、『バカヤロー!3 へんな奴ら』、『櫻の園』、『女がいちばん似合う職業』
- 1991年 『！［ａｉ－ｏｕ］』、『夜逃げ屋本舗』『波の数だけ抱きしめて』、『就職戦線異状なし』、『咬みつきたい』
- 1992年 『マンハッタン・キス』、『エンジェル 僕の歌は君の歌』『病は気から 病院へ行こう2』
- 1993年 『国会へ行こう!』、『卒業旅行 ニホンから来ました』、『僕らはみんな生きている』
- 1994年 『怖がる人々』、『とられてたまるか!?』、『毎日が夏休み』、『河童』
- 1995年 『ガメラ 大怪獣空中決戦』（編集補佐）、『さよならニッポン！』
- 1996年 『ボクの女に手を出すな』、『That's カンニング! 史上最大の作戦?』、『月とキャベツ』
- 1997年 『シャ乱Qの演歌の花道』
- 1998年 『F (エフ)』
- 1999年 『ガメラ3 邪神覚醒』、『秘密』、『お受験』
- 2000年 『クロスファイア』、『死者の学園祭』
- 2001年 『ゴジラ・モスラ・キングギドラ 大怪獣総攻撃』[1]
- 2002年 『命』
- 2003年 『壬生義士伝』

### プロモーション
- 1995年 『【es】 Mr.Children in FILM』